# (1840) Hus
(1840) Hus est un astéroïde de la ceinture principale.

## Description
(1840) Hus est un astéroïde de la ceinture principale. Il fut découvert le 26 octobre 1971 à Bergedorf par Luboš Kohoutek. Il présente une orbite caractérisée par un demi-grand axe de 2,92 UA, une excentricité de 0,02 et une inclinaison de 2,4° par rapport à l'écliptique.

## Compléments